# Herman Ottó Múzeum
A Herman Ottó Múzeum Miskolc legnagyobb múzeuma. Több mint 600 000 műtárgyat őriz. Főleg képzőművészeti alkotásokat, régészeti leleteket és ásványokat gyűjt, de néprajzi kollekciója is jelentős. A képzőművészeti gyűjteményben a magyar festészet szinte minden kiemelkedő alakjának és irányzatának művei megtalálhatók. Régészeti gyűjteményében őskori és honfoglalás kori leletek is nagy számban találhatók. A Papszeren lévő épülete műemlék. A múzeum a megyei önkormányzat által fenntartott hét tájmúzeumból, három szakgyűjteményből, három emlékhelyből és öt kiállítóhelyből álló megyei múzeumi szervezet központja.
A múzeum 1999-ben az Év Múzeuma lett Magyarországon, és Miskolc városa Pro Urbe kitüntetéssel ismerte el az ott folyó színvonalas munkát. Az intézmény ad helyet 1997-től a Miskolci Egyetem kihelyezett Művelődéstörténeti és Muzeológiai Tanszékének is. 2013 augusztusától a Miskolci Galéria is a Herman Ottó Múzeum tagintézményeként működik. A Herman Ottó Múzeum 2024-ben is elnyerte az Év Múzeuma díjat.

## Története

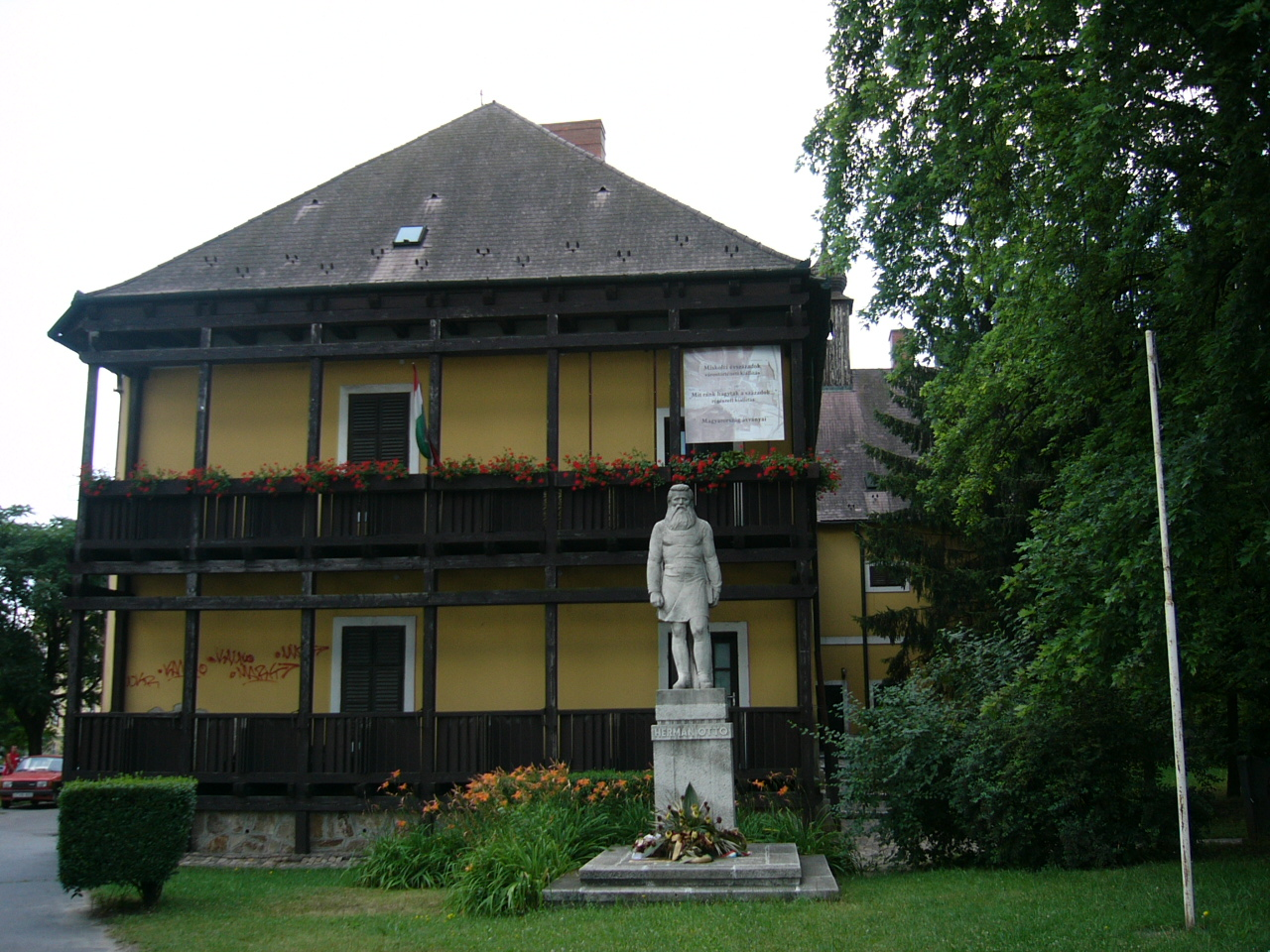
A múzeum Papszeren lévő kiállítási épülete, Herman Ottó szobrával

A Borsod-Miskolczi Múzeumot 1899-ben alapították meg, de egy múzeum létesítésének gondolata már sokkal korábban felvetődött. Az első kezdeményezők Petró József és Gálffy Ignác voltak. Petró ügyvéd volt, értékes közéleti tevékenysége révén ismert volt a városban, iskolákban, egyesületekben (Miskolci Daláregylet), a városi közigazgatási bizottságaiban és a Bükk Egyletben volt vezető szerepe. Gálffy tanár a Miskolczi Athléta Kör elnöke volt, tagja volt a Bükk Egyletnek, régészeti és néprajzi kutatásokat, ásatásokat végzett. Először a Bükk Egylet keretén belül kialakított gyűjteményre gondoltak, de végül célszerűbbnek látták egy nyilvános múzeum létrehozását. Kezdeményezésükre jött létre előbb a Borsod-Miskolczi Közművelődési és Múzeum Egylet, amely végül megalapította a múzeumot. Az intézmény a nagyközönség előtt 1902. október 26-án nyílt meg, állandó kiállítása egészen 1914-ig nyitva volt. Első kiállításán a megjelentetett katalógus szerint 3252 darab, közadakozásból összegyűlt tárgyat, műkincset, ásatási leletet mutattak be, raktárában további 3000 tárgy maradt; a közönséget a sajtóban rendszeresen buzdították a múzeum gyűjteményének gyarapítására. A város 1914 elején vette át a múzeumot a működtető egyesülettől, ekkor különült el egymástól a közművelődési/oktatási és a múzeumi funkció. Az első világháború és a Tanácsköztársaság alatt nagyrészt zárva tartott finanszírozási problémák miatt. 1920-ban a város és a megye közös fenntartású intézményévé vált.
1927-ben, a „bükki kultúra” barlanganyagának tanulmányozására rendezett nemzetközi konferencia apropóján nyílt meg az új állandó kiállítás. A magyarországi pleisztocén leletek és a mezőkövesdi, hanyatló népművészeti hagyományok bemutatásával országos, sőt európai jelentőségű volt. A múzeum tárgyi gyűjteménye ekkoriban érte el a 45 000 darabot.
1936-ban Hóman Bálint vallás- és közoktatási miniszter, elismerve a múzeum őstörténeti és néprajzi kutatásokban jelentős szerepét, közgyűjteménnyé minősítette, ami egyben az állami támogatás növekedését is jelentette. Időközben jelentőssé vált a múzeum hagyatéki emlékanyaga is, ezekből Lévay József, Szemere Bertalan, Herman Ottó és Szendrei János emlékszobáit nyitották meg kiállításokon.
A második világháború miatt a múzeum 1943 és 1945 között zárva tartott. 1949-ben államosították. 1953 óta viseli a Miskolchoz szorosan kötődő polihisztor, Herman Ottó nevét. Ekkoriban zajlott a régi intézmény részleges átépítése. A kisebb felújítások ellenére 1967-ben a legrégebbi, papszeri épület (amely ekkor a főépület volt) északi fala részben leomlott, súlyos károkat okozva a történeti és régészeti gyűjteményben.

## Kiállítóhelyek
A Herman Ottó Múzeum 1963 óta a megyei múzeumi szervezet központja. A Görgey úti főépület 1952-ben épült fel Vincze Pál tervei alapján szocreál stílusban, eredetileg az  MSZMP megyei pártbizottsága számára épült. A múzeumigazgatóság 1980-ban vehette birtokba, s itt van a képzőművészeti gyűjtemény is. A múzeum Miskolcon is több épületben helyezkedik el, a régi, papszeri műemlék épületben vannak a „hagyományos” gyűjtemények, míg az Ásványtár a Kossuth utca 13. szám alatti épületben található. A múzeumhoz – mint megyei központhoz – számos Miskolcon kívüli kiállítóhely is tartozik.

### A Papszeren lévő kiállítási épület

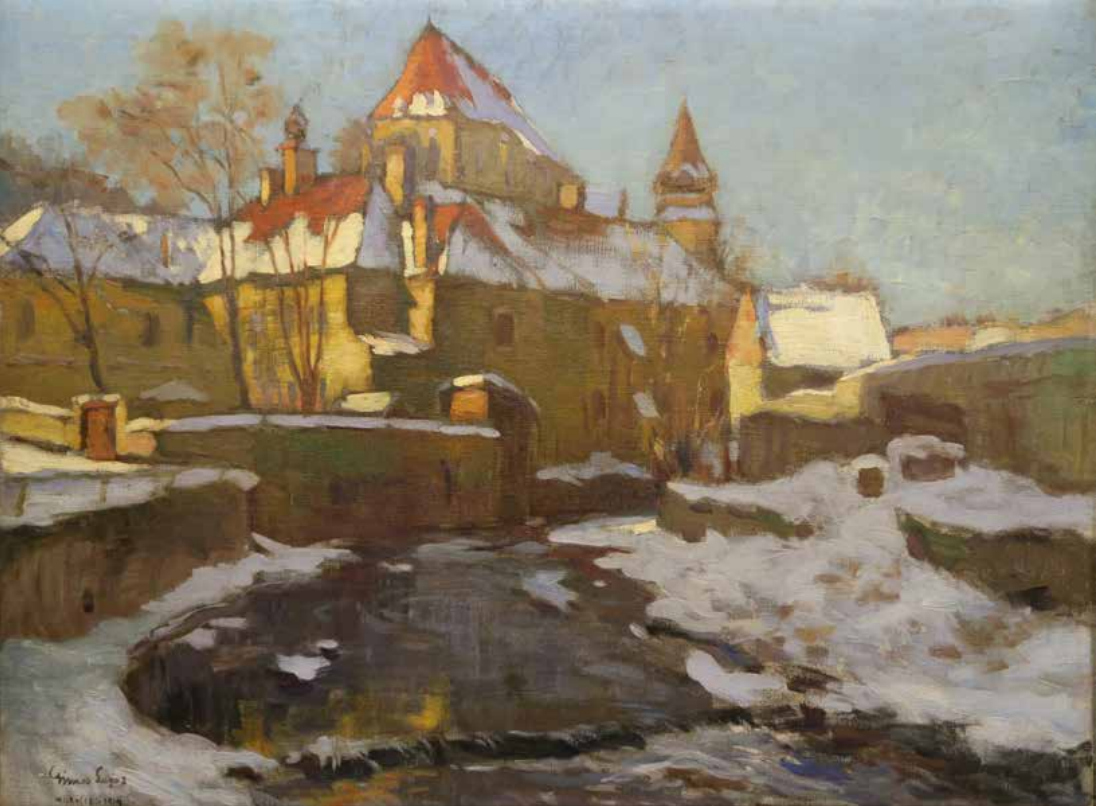
Gimes Lajos: A Múzeum az avasi templommal télen. Festmény, 1929

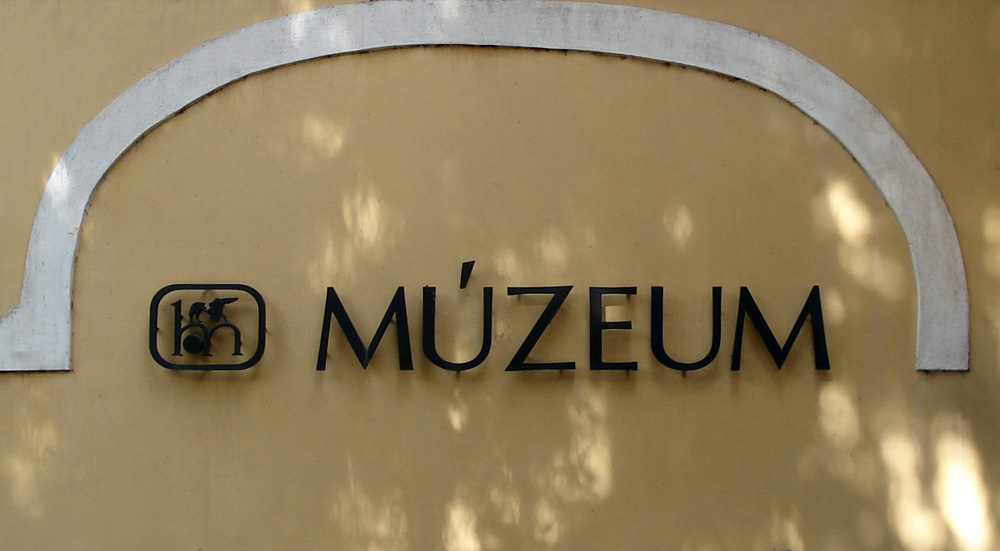
Felirat a bejáratnál

A múzeum a Papszer 1. szám alatt található, az Erzsébet tér és az avasi lépcső közelében. Az eredetileg Papszernek nevezett, egyemeletes, szabadon álló épület, középkori magból a 15. századtól a mai napig fokozatosan épült ki. Az épületben egykor iskola működött. A 18. században építették hozzá a nyugati két helyiséget és a tornácfolyosót, az emeletet pedig 1790–91-ben húzták rá. Az épületet 1899-ben kapta meg a múzeum, és első állandó kiállítását 1902-ben nyitotta meg. A Herman Ottó Múzeumnak ebben az épületében korábban három állandó kiállítása volt a háznak („Miskolci évszázadok” című várostörténeti kiállítás, „Mit ránk hagytak a századok” című régészeti kiállítás és „Magyarország ásványai”).
2014-ben új állandó kiállítás nyílt az épületben, az „Elit alakulat - A Kárpát-medence leggazdagabb honfoglalás kori temetői” című tárlat, amely Az év kiállítása díjat is elnyerte. Az állandó régészeti kiállítás leletei hosszú utat jártak be, míg most ezeregyszáz éves történetük egy újabb állomásaként a miskolci Herman Ottó Múzeum papszeri kiállítóépületébe kerültek. Milyen fegyvereket, méltóságjelvényeket, ékszereket és ruhadíszeket viseltek honfoglaló eleink? Hogyan áll össze a karosi temető egyes sírjaiban megtalált leletekből az összkép – a következtetés, hogy a Bodrogközben volt a honfoglalók első fejedelmi központja? Az új kiállítás mindkét kérdésre választ ad, sőt, lehetőséget teremt arra is, hogy a látogatók maguk rakják össze a „mozaikdarabokat”. Hosszú utat jártak be azok a leletek, amelyek most ezeregyszáz éves történetük egy újabb állomásaként a múzeum papszeri kiállítóépületében leltek otthonra.
Az épület másik állandó kiállítása az „Egy miskolci nemes az országos politikában – Szemere Bertalan pályaképe és pályatársai” címet viseli, s Szemere Bertalannak és korának állít emléket. A kiállításhoz irodalmi-történelmi-kulturális szalon kapcsolódik, ahol időről időre érdekes előadásokat hallgathat meg a látogató a reformkorról és a 19. század második feléről.
2009-ben nyílt meg a Szász Endre-gyűjtemény, amely mintegy háromszáz alkotást mutat be, „A művész világa 1969–1990” címmel. A világhírű művész Miskolcnak adományozott jelentős gyűjteményében először a rajzok és a festmények tekinthetők meg, a második kiállított egységet a porcelánképek alkotják (Szász Endre évekig dolgozott a Hollóházi Porcelángyár anyagával), a harmadik szekcióban a világjáró művész egzotikus útjain gyűjtött tárgyai láthatók, s végül az utolsóban a művész amerikai életének emlékeit gyűjtötték össze.
A „Korok, képek, kamerák” című fotográfiatörténeti állandó kiállítás Dömötör Zoltán fotótörténeti magángyűjteményét mutatja be. A tárlat három részből áll. Az első a fényképezés eszközeinek fejlődéstörténetét és a miskolci fotográfia történetét mutatja be. A második egység az interaktivitás bekapcsolásával mutatja be a fényképezés történetét és annak technikai fejlődését. A harmadik rész, az ún. Folyosó Galéria, időszakosan változó rész: első alkalommal például a Miskolci Fotóklub alkotóinak munkáit lehetett megtekinteni.
A múzeumban az állandó kiállítások mellett folyamatosan szerveznek időszaki kiállításokat is, és vasárnaponként „Manó Manufaktúra” című családi játszóházat szerveznek a gyerekeknek, illetve a gyermekes családok számára.
A múzeum épülete jelenleg (2024. június) zárva van – a leromlott állapotú épület felújításra vár. 2023-ban az épület felkerült Európa 11 legveszélyeztetettebb örökségi helyszínének listájára.

### A Képtár

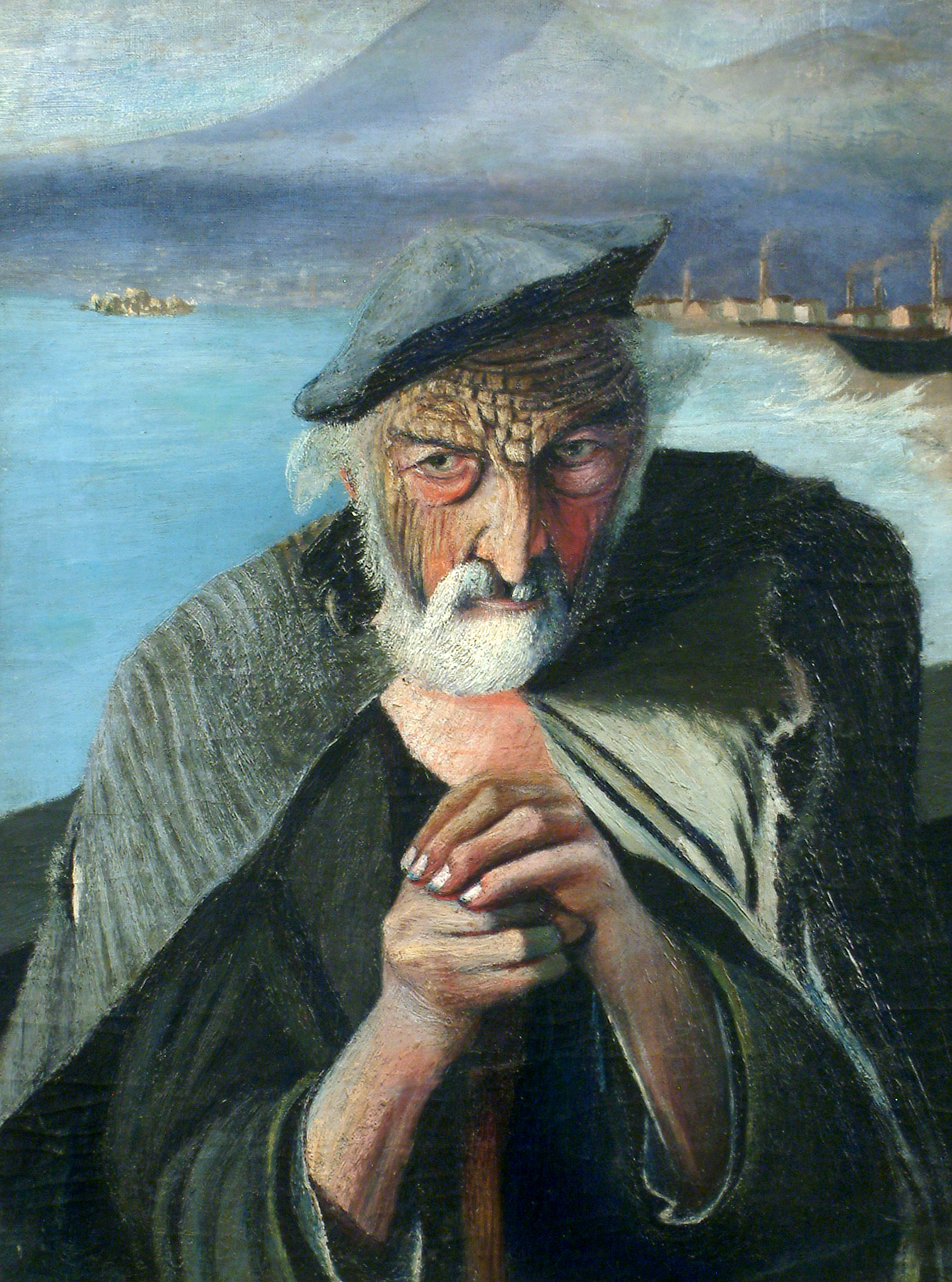
Csontváry: Öreg halász

A Borsod-Miskolci Múzeum 1899-es alapítása óta gyűjt képzőművészeti alkotásokat, indulásakor vásárlásokkal segítette a helyi művészeket. Műtárgyállománya mára mintegy 16 000 darabosra duzzadt. A gyarapodásban a vásárlásokon és a letéteken kívül az ajándékozások is fontos szerepet játszottak, amelyek közül a legjelentősebb Petró Sándor képző- és iparművészeti magángyűjteménye volt. A múzeum képtára ezzel az anyaggal a vidéki múzeumok közül egyetlenként képes bemutatni a hazai képzőművészet 300 éves történetének keresztmetszetét, de természetesen bemutatja a miskolci képzőművészetet is. A Képtár a Görgey út 28. szám alatt található.
A Herman Ottó Múzeum Képtárának állandó kiállítása – mintegy 300 négyzetméteren – 2005-ben újult meg. Rendezési elve a kronológia. A magyar barokk művészei közül Bogdány Jakab és Mányoki Ádám képeit lehet kiemelni. A következő korszak alkotói főleg portrékkal vannak jelen (Donát János, Barabás Miklós, Borsos József), de láthatók id. Markó Károly és Brocky Károly tájképei is. A romantika alkotói közül Madarász Viktor, Simonyi Antal és Szemlér Mihály van jelen. A kiegyezés utáni korszak éveit a miskolci kötődéssel rendelkező Munkácsy Mihály, Benczúr Gyula, Lotz Károly és Liezen-Mayer Sándor alkotásai képviselik. A következő részben a természetelvű festészet képviselőinek alkotásait lehet megtekinteni: Paál László, Mészöly Géza, majd az alföldiek: Deák-Ébner Lajos, Bihari Sándor, Fényes Adolf, Koszta József és mások. A kiállításon Szinyei Merse Pál, Hollósy Simon, Thorma János, Réti István és Ferenczy Károly művei következnek. A századforduló körüli évek terméséből Rippl-Rónai József, Vaszary János, Csontváry Kosztka Tivadar, Gulácsy Lajos műveit lehet kiemelni. A 20. század elejének festőit  – többek között – Nagy Balogh János, Berény Róbert, a miskolci születésű Kmetty János, Márffy Ödön, Uitz Béla képviseli. Az utánuk következő alkotók közül Derkovits Gyula, Barcsay Jenő, Vajda Lajos és Aba-Novák Vilmos nevét lehet kiemelni. A kiállításon a festmények között a múzeum gazdag szoborgyűjteményéből is kiállítanak darabokat. Alkotóik között megtalálható Izsó Miklóstól Vedres Márkig és Kisfaludi Strobl Zsigmondtól Borsos Miklósig számos szobrász műve. Mindezek mellett vitrinekben sokféle iparművészeti emléket is meg lehet tekinteni.
A Képtárban az állandó kiállítás mellett időszaki kiállításokat is szoktak tartani.

### A Pannon-tenger Múzeum kiállítóépület
A múzeum főépülete előtt, részben földbe süllyesztve épült meg az a kiállítási részleg, amelyben 2013. november 20-tól az Őserdei ösvényeken – A bükkábrányi mocsáriciprus-erdő és kora, valamint A Kárpátok ásványai című állandó tárlatok tekinthetők meg. A Pannon-tenger Múzeum mintegy 435 millió forintos európai uniós pályázatból készült el. Az épületben kapott helyet a 2012-ben megalapított Földtörténeti és Természetrajzi Tár gyűjteménye is, amely az 1980-ban alapított Ásványtárral együtt az 1950-es államosításkor megszüntetett Természettudományi Szakosztály/Tár jogutódjának tekinthető. A kiállítóépület, és így a Herman Ottó Múzeum egyik legújabb büszkesége 2019. február közepétől a „Dinók Földjén – MezoZOOikum” című új, interaktív, kiemelten gyermek- és családbarát állandó tárlat, amely az Év kiállítása 2019 elnevezésű pályázaton a legjobb hat közé jutva elismerő oklevélben részesült.

### Az Ásványtár
A Herman Ottó Múzeum ásványtára a Kossuth Lajos utca 13. szám alatti épületben található.
A múzeum addig meglévő ásványtani gyűjteményét 1955-ben a Természettudományi Gyűjteménnyel együtt felszámolták, s az ásványtárat 1980-ban létesítették újra. Ekkor a gyűjtemény még csak esztramosi cseppkövekből állt. Az Ásványtár gyűjtési területébe nemcsak Borsod-Abaúj-Zemplén vármegye, de az egész ország területe beletartozik. A múzeum munkatársai előre meghatározott terv szerint járták végig az országot, így gyarapítva az ásványtár anyagát. Gyűjtő munkájukat amatőr és szakavatott ásványgyűjtők is segítik. A gyűjtésen, ajándékozáson kívül jelentős a vásárlások száma is. Mára a Herman Ottó Múzeum ásványtára rendelkezik a legteljesebb ásványgyűjteménnyel a mai Magyarország területéről, az ásványtételek száma jóval meghaladja a 17 000-t. Az ásványtár munkatársai „Az ásványok világa” címmel összeállítottak egy utazó kiállítást, amelyet akár iskolákba is el tudnak vinni. Ezt a kiállítást öt témakör szerint csoportosították, amelyekben megvilágítják a ásvány és a kőzet közötti különbséget, bemutatják az  ásványok változatos formáit, fizikai tulajdonságait, szó van az ásványok keletkezéséről és az ásványoknak az emberi kultúrában, gazdaságban betöltött szerepéről.

### A Herman Ottó emlékház

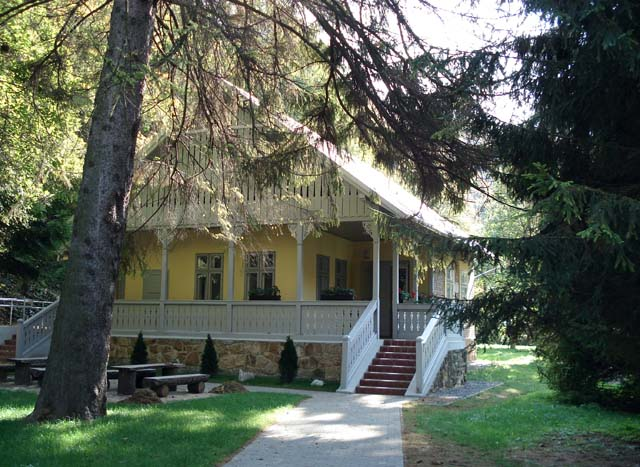
A Herman Ottó emlékház

Az emlékház Lillafüreden található, Herman Ottó egykori nyaralójában. A ház – Herman Ottó Pele-laknak nevezte – 1898–1903 között épült. 1951-ben került a múzeum kezelésébe, a terv szerint Herman Ottóhoz kapcsolódó kiállítás tartására. Az első állandó kiállítás 1964-ben nyílt meg, majd a leromlott állapotú épületet 2007-re teljeskörűen felújították.
A „Dicsőség nincsen, csak kötelesség” című kiállítás két szobában mutatja be Herman Ottó munkásságát, különös tekintettel helyi kötődéseire. Az első szobában a Pele-lak eredeti bútorai, a polihisztor kéziratai, személyes tárgyai láthatók. A második teremben tudományos tevékenységét mutatják be, kéziratokkal, tárgyi emlékekkel, diorámával. A ház kertjében Herman Ottó budapesti síremléke áll. Herman Ottót ugyanis az első világháború miatt Budapesten temették el, de utána – végrendelete értelmében – a felsőhámori temetőben helyezték végső nyugalomba, a síremléket Varga Miklós készítette.

### Miskolcon kívül
Az intézmény megyei múzeumként Miskolcon kívül is számos kiállítással, múzeummal rendelkezett:
- Mezőkövesd:
  - Matyó Múzeum
  - Mezőgazdasági Gépmúzeum
- Pácin: Bodrogközi Kastélymúzeum
- Putnok:
  - Gömöri Múzeum
  - Holló László Galéria
- Rudabánya: Bányászattörténeti Múzeum
- Sárospatak: Sárospataki Képtár
- Sátoraljaújhely: Kazinczy Ferenc Múzeum
- Széphalom:
  - A Magyar Nyelv Múzeuma
  - Kazinczy Ferenc Emlékcsarnok
- Szerencs: Zempléni Múzeum
- Telkibánya: Abaúji Múzeum
- Tokaj: Tokaji Múzeum

Az elmúlt években ezek a gyűjtemények az illetékes önkormányzatok fenntartásába kerültek.

## Érdekesség
A Herman Ottó Múzeum A new hope című videóklipje első lett a Museum Dance Off 4 versenyén. A negyedik éve rendezett versenyen a múzeumi dolgozók saját tánccal próbálják közelebb hozni a múzeumukat, legalábbis annak könnyedebb, vidámabb oldalát. A miskolci videóklip az európai döntőben egy angol és egy dán múzeum produkcióját utasította maga mögé. A világdöntőjében a miskolciak mellett részt vevő múzeumok: The Mob Museum (USA), Glanmore National Historic Site (Kanada), Museum of Applied Arts and Sciences (Ausztrália), amelyeket a HOM a szavazatok 55,51 százalékával, összesen 100 815 szavazattal utasított maga mögé.